# Windsor County
Windsor County är ett county i Vermont, USA. Det är ett av fjorton countyn i staten. Den administrativa huvudorten (county seat) är Woodstock. År 2010 hade countyt 56 670 invånare.   

## Geografi
Enligt United States Census Bureau har countyt en total area på 2 527 km². 2 515 km² av den arean är land och 12 km² är vatten. 

### Angränsande countyn
- Orange County, Vermont - nord
- Grafton County, New Hampshire - nordöst
- Sullivan County, New Hampshire - öst
- Windham County, Vermont - syd
- Bennington County, Vermont - sydväst
- Rutland County, Vermont - väst
- Addison County, Vermont - nordväst